# Tiphys scaurus
Tiphys scaurus är en kvalsterart som först beskrevs av Koenike 1892.  Tiphys scaurus ingår i släktet Tiphys och familjen Pionidae. Inga underarter finns listade i Catalogue of Life.